# Sylvia nisoria

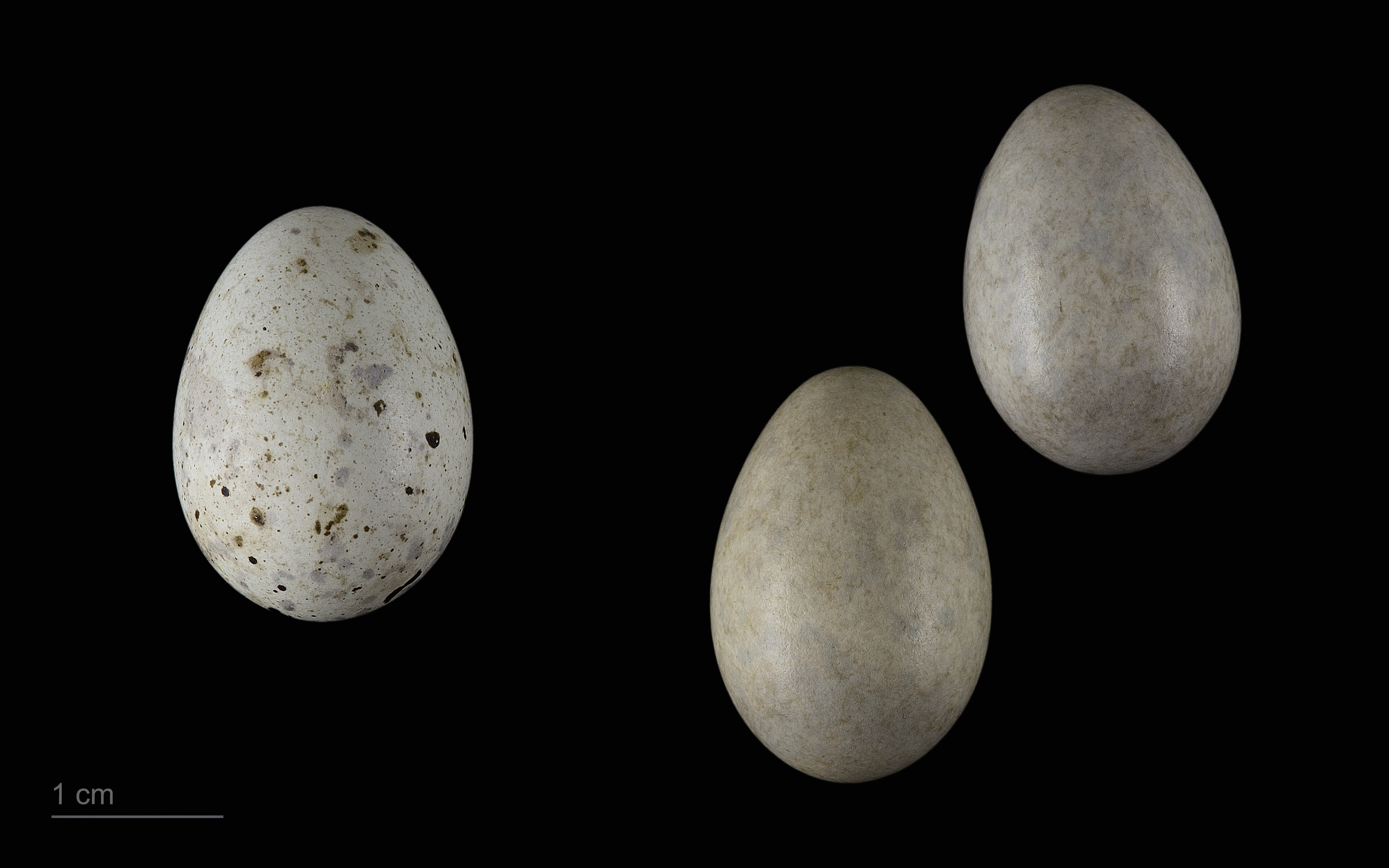
Cuculus canorus canorus en un nido de Curruca nisoria - MHNT

La curruca gavilana (Curruca nisoria) es una especie de ave paseriforme de la familia Sylviidae que vive en Eurasia y África Oriental.

## Descripción
Presenta un tamaño grande para ser una curruca, con una longitud de unos 15 a 17 cm, una envergadura de unos 24 a 26 cm, y un peso de 26 a 30 g. Los adultos son de color gris mate, de un tono más oscuro alrededor de los ojos, que destacan con el iris de color amarillo. El mentón, cuello, pecho, vientre, y flancos, son de un color blancuzco tapizado de medias lunas en tono gris. Las alas son más oscuras con plumas grises y pardas. Patas marrón rosáceo. Hembras y machos apenas se diferencian, siendo el plumaje del mismo color. Los ejemplares inmaduros ostentan un plumaje de un tono más apagado.

## Distribución
Esta especie se extiende y reproduce por buena parte de Europa central y oriental, llegando hasta los Alpes y los Balcanes en el sur, y por la mayor parte del oeste del Asia templada. Últimamente está disminuyendo su población en algunas áreas y en países como por ejemplo Alemania, debido a la pérdida de su hábitat que está siendo amenazado por una agricultura intensiva. Es un pájaro migratorio, que pasa los inviernos en el este de África. En España la curruca gavilana tiene una presencia ocasional, es decir, poco común o accidental.

## Hábitat
Se localiza en campos abiertos, donde la vegetación es mayoritariamente arbustiva, ya que es entre la maleza y en los matorrales donde esta curruca construirá sus nidos.

## Dieta
Como la mayoría de las currucas, es insectívora, aunque también ingiere bayas y otras frutas.

## Canto
Emite un trino extenso; despliega un canto melodioso mezclado con cháchara, emitido con frecuencia en pleno vuelo. Su voz de reclamo se describe como un "tac" áspero.